# Bandera de Martinica
Encara que la bandera oficial de Martinica és la tricolor de França (ja que n'és colònia d'ultramar), l'any 2019 el govern local de l'illa (Collectivité territoriale de Martinique) va adoptar una nova bandera, batejada com la Ipséité, per usar-la en esdeveniments esportius i culturals internacionals.

## La «bandera de les serps»
Abans de la Ipséité, Martinica usava de forma no oficial la "bandera de les serps" (drapeau aux serpents), que va ser creada el 4 d'agost de 1766 i va deixar d'utilitzar-se a causa de la Revolució Francesa. Gairebé dos-cents anys després d'abandonar-la s'havia recuperat per a ús no oficial.
Derivada de l'antiga ensenya utilitzada per la marina mercant francesa durant el segle xviii fins a l'adopció de la bandera tricolor, és un pany de color blau quartejat per una creu blanca. En cada quadrant apareix representada una serp blanca amb forma de "L" invertida (més visible en el disseny del segle xviii que en el modern). Les serps tenen forma de "L" perquè Martinica depenia de Saint Lucia abans que aquesta última es convertís en una colònia del Regne Unit.
L'ús d'aquesta bandera és controvertit, pel seu origen històric: quan la van adoptar, la "bandera de la serp" onejava en vaixells dedicats al comerç triangular i, per tant, al tràfic d'esclaus.

## Altres banderes

Antic disseny de la "Bandera de les serps"
Bandera de Martinica
Bandera usada pels atletes de Martinica en les competicions internacionals de taekwondo